# Эпарти
Эпарти (Эбарти) — царь древнего Элама, правивший около 1850 — 1830 годов до н. э. Основатель династии Эпартидов. 

## Правление
Родственные связи Эпарти с прежними царями неизвестны; источники многозначительно умалчивают о его происхождении. Возможно, он был выходцем из низов, получившим власть над Эламом не по наследству, а в результате борьбы. Об Эпарти источники, вообще, сообщают очень немного. Он именовал себя «царём Аншана и Суз». Звание это является новым. Из Аншана он, видимо, и был родом; эта область, как видно, не подчинилась династии Симашки. С географической точки зрения данный титул охватывает весь Элам: горный регион Аншан вместе с равниной Сузианы. На всех табличках, сохранившихся от Эпарти, он подчеркнуто называет себя царём (сункир) и никогда — «управителем» (суккаль) или «верховным правителем» (суккаль-мах).
Но ещё более знаменательно то, что единственная дошедшая до нас табличка 1-го года его царствования содержит формулу датировки — «год, когда Эпарти стал царём» и перед его именем — знак божественности. Это первый и единственный случай, когда эламский правитель был обожествлен; явление, обычное у шумеров и не чуждое вавилонянам. Знак дингир (по-шумерски — «божество») на невзрачной табличке, зафиксировавшей выдачу из царских овечьих загонов в Сузах жертвенных животных, позволяет нам спустя тысячелетия предположить, что захват власти Эпарти должен был быть необычайно впечатляющим событием. В пользу этого говорит и то, что даже в далеком Вавилоне в течение длительного периода сохранялось относимое к Эпарти предзнаменование. В дальнейшем эламские правители вскоре снова отказались от обожествления: они рассматривали себя как слуг и орудия воли богов, особой защитой которых они пользовались, однако они никогда не считали себя равными им.
Согласно традициям наследования, Эпарти назначил своего сына Шилхаху «управителем» (суккалем) Суз. Это ясно из одной цилиндрической печати, которую главный советник Шилхаки Куктарна посвятил обоим своим господам. Эпарти, по-видимому, должен был его утвердить в качестве тепира (писца) у своего сына Шилхахи. Эта сценка ещё раз укрепляет наше предположение о чрезвычайном влиянии, которым Эпарти пользовался у своих современников — он изображён на печати в почти божественном ореоле.
Преемником Эпарти на эламском престоле стал его «любимый сын» Шилхаха. Отсюда вытекает, что Эпарти имел несколько сыновей, один из которых (не обязательно старший) в качестве любимого сына стал наследником и обладателем трона. Также примечательна фигура дочери Эпарти. Её имя нам неизвестно, однако как «сестра Шилхахи» она получила звание родоначальницы династии. Из позднейших Эпартидов только тот считался вправе наследовать трон, кто мог доказать своё происхождение от сестры Шилхахи — «милостивой матери» (амма хаштук).
Путь Эпарти к власти, начавшийся спустя некоторое время после 1850 года до н. э. был, видимо, долгим и не простым. Единственные свидетельства о первых двух годах его царствования в качестве правителя объединённой державы были найдены в Сузах. Надо полагать, что Эпарти умер всего лишь через несколько лет после того, как объединил страну, предположительно в 1830 году до н. э.
| Династия Эпартидов (Суккаль-махи) |                                     |                   |
| Предшественник: Индатту-темпти    | царь Элама ок. 1850 — 1830 до н. э. | Преемник: Шилхаха |